# RIZIN.43
RIZIN.43（ライジン・フォーティースリー）は、日本の総合格闘技団体「RIZIN」の大会の一つ。
2023年6月24日に北海道札幌市真駒内屋内競技場（真駒内セキスイハイムアイスアリーナ）で開催された。

## 概要
RIZIN初の北海道での開催となった本大会では、現RIZINフェザー級王者クレベル・コイケと挑戦者鈴木千裕によるフェザー級タイトルマッチが行われ、新居すぐるなど北海道出身の選手が出場した。しかし、開催前日の2023年6月23日にサッポロファクトリー・アトリウムで行われた前日計量でクレベルがフェザー級の規定体重を400g超過したため、クレベルはその場で王座を剥奪、千裕が勝利した場合は王座獲得、クレベルが勝利した場合はノーコンテストとして王座は空位という条件付きで行われることとなった。試合はクレベルが勝利したためノーコンテストとなり、フェザー級王座は空位となった。
本大会はRIZIN公式YouTubeチャンネル登録者数の100万人突破を記念して公式YouTubeチャンネルやスカパー!にてRIZIN.36以来となる全試合無料配信・放送が行われ、YouTubeでの生配信では同時接続が一時33万件を超え、述べ200万人がこの大会を視聴した。
開催3日前の2023年6月21日に会場がある真駒内公園でクマの目撃情報が相次いだことで同公園は閉鎖され、ファンから本大会の中止を危惧する声が寄せられたが、RIZIN広報部長の笹原圭一が「会場や地元警察とも連携し、十分な安全対策を施し大会は実施いたします。」とコメントした。その後、会場周辺をゾーニングして、人の流れを限定し会場の各所に警備員を配置し、大会を行うことが発表された。
地上波では7月13日夜8時から夜9時55分まで三重テレビ放送で録画放送。

## 対戦カード

### オープニングファイト
第1試合 キックボクシングルール 58.0kg契約ワンマッチ 3分3R
－  星久保将城 vs.   がんばれ!ふるかわくん －
3R終了 ノーコンテスト（体重超過）
※試合は星久保が判定3-0で勝利したが、星久保の体重超過（1.6kg超過）によるペナルティ（レッドカード提示（減点2））でノーコンテスト。
第2試合 キックボクシングルール 61.5kg契約ワンマッチ 3分3R
○  愛翔 vs.   小出龍哉 ×
1R 0:55 TKO（左フック）
第3試合 MMA特別ルール 55.0kg契約ワンマッチ 5分2R
×  丸山大輝 vs.   早坂優瑠 ○
1R 3:33 肩固め
第4試合 MMA特別ルール 71.0kg契約ワンマッチ 5分2R
○  渡辺トシキ vs.   安海健人 ×
1R 1:07 膝十字固め

### 本戦
第1試合 キックボクシングルール 57.5kg契約ワンマッチ 3分3R
○  山川賢誠 vs.   平野凌我 ×
2R 1:22 TKO（3ノックダウン）
第2試合 MMAルール 61.0kg契約ワンマッチ 5分3R
×  熊谷麻理奈 vs.   栗山葵 ○
1R 2:48 KO（左フック）
第3試合 MMAルール 61.0kg契約ワンマッチ 5分3R
×  トレント・ガーダム vs.  後藤丈治 ○
2R 2:34 ツイスター
第4試合 MMAルール 66.0kg契約ワンマッチ 5分3R
○  関鉄矢 vs.   遠藤来生 ×
3R終了 判定3-0
第5試合 MMAルール 66.0kg契約ワンマッチ 5分3R
○  新居すぐる vs.  飯田健夫 ×
1R 2:32 KO（右ストレート）
第6試合 MMAルール 52.5kg契約ワンマッチ 5分3R
○  大島沙緒里 vs.   ソルト ×
1R 1:16 Vクロスアームロック
第7試合 MMAルール 66.0kg契約ワンマッチ 5分3R
○  久保優太 vs.  木下カラテ ×
3R終了 判定2-1
第8試合 キックボクシングルール 73.0kg契約ワンマッチ 3分3R
－  木村“フィリップ”ミノル vs.  ロクク・ダリ －
ノーコンテスト（木村の禁止薬物失格）
※試合終了時での試合結果は「1R 1:08 KO（左フック）にて木村勝利」であったが、WADA基準のドーピング検査で木村が陽性反応となり筋肉増強剤の使用が判明、2023年9月2日付でノーコンテストと変更。
第9試合 キックボクシングルール 62.5kg契約ワンマッチ 3分3R（肘あり）
×  梅野源治 vs.  鈴木宙樹 ○
2R 2:34 KO（飛び膝蹴り）
第10試合 MMAルール 66.0kg契約ワンマッチ 5分3R
○  鈴木博昭 vs.  西谷大成 ×
1R 0:56 TKO（グラウンドパンチ）
第11試合 MMAルール 120.0kg契約ワンマッチ 5分3R
×  関根“シュレック”秀樹 vs.  上田幹雄 ○
1R 0:22 TKO（左ハイキック）
第12試合 MMAルール 71.0kg契約ワンマッチ 5分3R
○  矢地祐介 vs.  ザック・ゼイン ×
1R 2:50 リアネイキッドチョーク
第13試合 MMAルール 66.0kg契約 5分3R
RIZINフェザー級タイトルマッチ
－  クレベル・コイケ vs.  鈴木千裕 －
1R 2:59 ノーコンテスト（体重超過）
※試合はクレベルが腕挫逆十字固めで勝利したが、クレベルの体重超過（400g超過）によるペナルティ（イエローカード提示（20%減点））でノーコンテストとなり、フェザー級王座は空位となった。

### カード変更
負傷などによるカード変更および選手欠場は以下の通り。
- 山本空良 → 山本がRIZIN LANDMARK 5での金原正徳戦の数週間前の肋間筋断裂や試合中の右拳骨折などの怪我の回復が万全ではないと判断されたため欠場[10][11]。